# Dryopteris mayebarae
Dryopteris mayebarae är en träjonväxtart som beskrevs av Tag. Dryopteris mayebarae ingår i släktet Dryopteris och familjen Dryopteridaceae. Inga underarter finns listade.